# The Punisher: The Ultimate Payback!
The Punisher: The Ultimate Payback! lanzado en 1991 por Acclaim Entertainment es la versión para Game Boy del juego de NES The Punisher de 1990 sobre el vigilante de los cómics de Marvel, Frank Castle, también conocido como Punisher. Contiene varios cambios del original. Presenta cameos de Spider-Man en el primer nivel rescatando rehenes y el jefe final fue cambiado de Kingpin a Jigsaw.

## Trama
Al igual que la versión de NES, el origen de The Punisher ha sido ligeramente alterado con respecto al de los cómics, en los juegos es un ex detective de la policía en lugar de un Marine estadounidense. El juego sigue a Frank Castle después de la muerte de su esposa e hijos a manos de la mafia, después de lo cual decidió convertirse en un justiciero que caza y mata a todos los criminales que cree que se lo merecen.
El juego comienza con Spider-Man diciéndole a Punisher que un capo de la droga se esconde en un centro comercial y que tiene que atraparlo. Con Frank Castle disparando a los villanos mientras protege a los inocentes. Spider-Man aparece entre la acción para ofrecer consejos sobre cómo superar los próximos niveles y se lanza para rescatar a los rehenes una vez que sus captores han recibido un disparo.
Al final del juego, cuando Jigsaw se da cuenta de que The Punisher lo va a matar, Castle dice: ""La penitencia es buena para el alma, pero el castigo es bueno para los culpables"".

## Jugabilidad
El jugador controla a Frank Castle (el personaje de Punisher) desde una perspectiva en tercera persona a través de varios lugares de la ciudad de Nueva York, disparando a matones y luchando contra enemigos como Hitman, el coronel Kliegg, Sijo Kanaka y Assassin como jefes. El jefe final es Jigsaw. Los potenciadores se pueden obtener disparándolos en pantalla e incluyen munición adicional, un botiquín, kevlar, una ametralladora, una bazuca y granadas.

## Recepción
Blair Farrell de Comic Gamers Assemble criticó el juego por eliminar la capacidad de los jugadores para mover el Punisher por la pantalla, pero afirmó que entendía por qué se hizo considerando el tamaño de la pantalla. También afirmó que el juego es relativamente corto y difícil y que las apariciones de Spider-Man no tenían sentido para el personaje considerando que Spider-Man nunca ayudaría a Punisher a matar a sus enemigos. Terminó diciendo que el juego es en general muy inferior a la versión de NES, pero que The Ultimate Payback tiene la ventaja de tener bandas sonoras separadas para cada nivel.
Otros críticos han criticado el juego por tener una asistencia muy ligera para los jugadores y pocas pérdidas de salud, pero que sigue siendo relativamente entretenido. Otros han comentado sobre la falta de adherencia al material original, citando pocas conexiones entre el personaje del juego y el Frank Castle de los cómics.
Russ Waddle de GameFAQs declaró que creía que es incorrecto caracterizar un juego portátil como The Ultimate Payback basado en su contraparte de consola y que el juego es un "juego de disparos sobre rieles con punto de mira". También afirmó que los editores hicieron un gran trabajo traduciendo el juego de consola a portátil. También comentó la falta de maniobrabilidad pero afirmó que era comprensible debido a las limitaciones de la plataforma. Waddle también notó que el juego es bastante corto pero que le gustaron los gráficos, diciendo que eran bastante impresionantes para Game Boy y que el villano Jigsaw estaba muy bien renderizado. También estuvo de acuerdo con la decisión de cambiar al villano del juego anterior.

La gente mueve la boca y Punisher incluso desliza la diapositiva en su escopeta (por qué tiene una escopeta en las escenas y nunca en el juego, nunca lo sabré), lo cual es impresionante para los estándares de Game Boy. El área de la boca de Spider-Man se mueve muy bien, aunque le da a su cabeza un aspecto distorsionado. Eso es malo. Pero por lo demás se parece a Spidey.

Sobre el tema del sonido, Waddle declaró que creía que era excelente para el game boy y también impresionante y que la pista de música definitivamente estaba por encima de la de la versión de NES, comparándola con Final Fantasy Legend y Link's Awakening. En general, creía que el juego sería genial para cualquiera que sea fanático del personaje y le dio un puntaje de ocho sobre diez.